# Sclerolobium pilgerianum
Sclerolobium pilgerianum är en ärtväxtart som beskrevs av Hermann August Theodor Harms. Sclerolobium pilgerianum ingår i släktet Sclerolobium och familjen ärtväxter. IUCN kategoriserar arten globalt som starkt hotad. Inga underarter finns listade i Catalogue of Life.